# Сан-Мартино-сулла-Марручина
Сан-Мартино-сулла-Марручина (итал. San Martino sulla Marrucina) — коммуна в Италии, располагается в регионе Абруццо, в провинции Кьети.
Население составляет 1035 человек (2008 г.), плотность населения составляет 147 чел./км². Занимает площадь 7 км². Почтовый индекс — 66010. Телефонный код — 0871.
Покровителем коммуны почитается святой Иосиф Обручник, празднование 19 марта.

## Демография
Динамика населения:

## Администрация коммуны
- Официальный сайт: http://www.sanmartinosm.it/